# Semiensko gorje
Semiensko gorje nalazi se na sjeveru Etiopije, sjeveroistočno od grada Gondar. Gorje je dio prirodne Svjetske baštine i dio je Nacionalnog parka Semiena. Najviši vrh gorja je Ras Dashan sa svojih 4543 m, ostali veći vrhovi su; Biuat (4437 m) i Abba Jared (4460 m). 
Zbog svog geološkog podrijetla Semiensko gorje je gotovo jedinstveno, jedino je južnoafrička planina Zmajevo gorje formirana na isti način i geološki slična Semienu. 
U gorju žive brojne životinjske vrste, uključujući; etiopskog kozoroga, babune gelade, etiopske vukove i karakale sisavce nalik na risove.
Danas riječ Semien na amharskom znači "sjeverno", međutim britanski znanstvenik Richard Pankhurst iznosi zanimljivu teoriju da je ta riječ zapravo značila "južno" na jeziku geezu, jer je gorje ležalo južno od grada Aksuma, koji je u to vrijeme središte etiopske civilizacije. No, kako se tijekom narednih stoljeća središte etiopske države preselio na jug, Semiensko gorje postalo je sjeverno, tako se i značenje riječi Semien promijenilo.
Semiensko gorje jedno od rijetkih mjesta u Africi, gdje redovito pada snijeg. Prvi zapis o njima napravljen je u tekstu Monumentum Adulitanum, kronologiji vojnog pohoda Adulitskog kralja u 4. stoljeću (opisane su kao nedostupne planine prekrivene snijegom, gdje vojnici jedva idu po snijegu do koljena). 
O snijegu u gorju piše i portugalski isusovac iz 17. st. Jerónimo Lobo. Zbrku o snijegu na Semienskom gorju unio je u 19. st. putnik James Bruce, koji je kategorički tvrdio da nikada nije vidio snijeg na gorju Semienu. Stvar je razjasnio istraživač Henry Salt, koji ne samo da je zabilježio snijeg na gorju 9. travnja 1814., već je i objasnio zašto Bruce nije vidio nikakav snijeg na tim planinama, jer se jednostavno nije popeo dalje od podnožja planine.
Unatoč njihove teške prohodnosti i ispresjeckanosti brojnim kotlinama i visovima, Semiensko gorje je načičkano brojnim selima povezanih puteljcima. U ne tako davnoj prošlosti gorje je bilo dom etiopskih Židova, koji su se nakon opetovanih napada gorljivih kršćanskih vladara u 15. stoljeću povukli iz provincije Dembija na lakše branjivo Semiensko gorje.

## Vanjske poveznice
- Semiensko gorje na portalu NASA Earth Observatory  Arhivirana inačica izvorne stranice od 7. ožujka 2021. (Wayback Machine)